# Côn Đảo (archipel)
Côn Đảo is een archipel in de Zuid-Chinese Zee. De archipel behoort tot Vietnamese provincie Bà Rịa-Vũng Tàu en is bestuurlijk een district van deze provincie.
De gehele archipel bestaat uit in totaal zestien eilanden. De totale oppervlakte bedraagt 75 km². De meeste eilanden zijn onbewoond en zijn niets meer dan rotspunten boven de zeespiegel. Het grootste eiland is Côn Lôn. Dit eiland is 51,52 km² groot. In totaal wonen ongeveer 5.000 mensen in de archipel. De archipel is te bereiken via een veerboot vanaf Vũng Tàu en via de Luchthaven Cỏ Ống. Dit vliegveld bevindt zich in het noorden van Côn Lôn.
De archipel ligt ter hoogte van Bạc Liêu, ongeveer 110 kilometer uit de kust. De afstand naar Ho Chi Minhstad is ongeveer 200 kilometer. De grootste plaats op de archipel is Làng An Hả op het eiland Côn Lôn.

## Geschiedenis
De archipel Côn Đảo ligt op een gunstige plaats in de route vanuit Europa naar Oost-Azië. Er wordt melding gedaan dat Marco Polo in 1294 op het grootste eiland is geland.
In 1702 is er door de Britse Oost-Indische Compagnie op het eiland Côn Lôn een nederzetting gesticht. Tijdens de kolonisatie van Cochin-China door Frankrijk, is er op dit eiland een gevangenis gebouwd door de Fransen. Bij de Vrede van Parijs in 1783 werd bepaald, dat de archipel Frans zou worden.
In 1861 werd de eerste gevangenis op het eiland gebouwd. Hier werden tegenstanders van de kolonisten gevangen gezet in erg slechte omstandigheden. Onder andere Vo Thi Sau zat hier gevangen voor haar executie. In de jaren erna zijn er nog meer gevangenissen bijgebouwd. Deze werden na de Fransen gebruikt door het Zuid-Vietnamese en Amerikaanse leger om aanhangers van het communistische Noord- Vietnam gevangen te zetten en te martelen. De plek is ook berucht om zijn tiger cages waarvan het bestaan in 1970 aan het licht kwam nadat Amerikaans congreslid Tom Harkin de cellen en enkele gevangenen fotografeerde

## Eilanden
- Côn Lôn (51,52 km²)
- Hòn Côn Lôn Nhỏ (5,45 km²)
- Hòn Bảy Cạnh (5,5 km²)
- Hòn Cau (1,8 km²)
- Hòn Bông Lan (0,2 km²)
- Hòn Vung (0,15 km²)
- Hòn Ngọc of Hòn Trọc, Phú Nghĩa (0,4 km²)
- Hòn Trứng (0,1 km²)
- Hòn Tài Lớn (0,38 km²)
- Hòn Tài Nhỏ (0,1 km²)
- Hòn Trác Lớn (0,25 km²)
- Hòn Trác Nhỏ (0,1 km²)
- Hòn Tre Lớn (0,75 km²)
- Hòn Tre Nhỏ (0,25 km²)
- Hòn Anh
- Hòn Em